# Koptščina
Koptski jezik ali koptščina je jezik egiptovskih kristjanov Koptov, potomcev starih Egipčanov. Izvira iz jezika, govorjenega in pisanega v času zadnjih faraonov. Njegovi najstarejši dokumentirani zapisi segajo v 3. tisočletje pr. n. št., poleg tega je najstarejši še živeči jezik. Njegova uporaba je v srednjem veku zamrla, kasneje pa je bil jezik ponovno obujen kot del cerkvenega bogoslužja in je za pripadnike Koptske pravoslavne in katoliške cerkve najmočnejši povezovalni člen.

## Izvor jezika
Koptščina pripada hamitsko-semitski ali afroazijski jezikovni družini, sama pa se deli na več narečij, med katerimi sta najbolj razširjena sahidsko narečje v južnem Egiptu in dolini Nila ter bohairsko narečje v Nilovi delti. Demotska ali hieratska pisava je bila zahteven in zapleten sistem številnih hieroglifskih znakov, zato so krščanski menihi v Egiptu za hitrejše in bolj preprosto zapisovanje Biblije in liturgičnih besedil razvili svojo pisavo, ki jo še vedno zapisujejo z grško abecedo s štiriindvajsetimi črkami in s šestimi ali sedmimi dodatnimi znaki, odvisno katero narečje zapisujejo, prevzetimi iz demotske pisave za glasove, ki jih grška abeceda nima. Koptska abeceda je bila med egipčanskimi sistemi za pisanje prva, ki je uvedla znake za samoglasnike. V koptskem jeziku je približno ena petina besed prevzetih iz grščine, ostale izvirajo iz zadnje, demotske stopnje jezika.

## Zgodovina jezika
Prva dela v koptskem jeziku so prevodi Stare in Nove zaveze, apokrifov, apoftegem in življenja svetnikov, ki temeljijo na besedilih v starogrškem jeziku. Prevodi in izvirna besedila so dela koptskih menihov in svetnikov, med katerimi najbolj izstopajo sveti Anton, sveti Pahomij in sveti Šenuda, ki je prvi povzdignil jezik na raven, ki je bila primerljiva drugim, že uveljavljenim jezikom ter s tem postavil temelje koptski književnosti. Koptščina je v 8. stoletju s prihodom islama v Egipt postala le govorjeni jezik, saj je bilo pisanje dovoljeno le v arabskem jeziku, z vzponom mamelukov pa je bila njena uporaba popolnoma izrinjena in v 17. stoletju dokončno nadomeščena z arabščino. V 19. stoletju se je koptski pravoslavni aleksandrijski papež in patriarh Ciril IV. zavzel za ponovno oživitev in uporabo koptskega jezika, rekonstrukcija pa poteka še danes. Vsi pripadniki koptske cerkve danes govorijo arabsko, koptščino pa uporabljajo pri verskih obredih in cerkvenih bogoslužjih.

## Raziskovanje jezika
S koptskim jezikom so se ukvarjali mnogi evropski jezikoslovci in ga znanstveno raziskovali. Prvo znanstveno slovnico koptskega jezika je leta 1880 napisal Ludwig Stern, slovar koptskega jezika pa je leta 1939 izdala Univerza v Oxfordu. Prav tako je koptščino preučeval francoski jezikoslovec Jean-François Champollion in svoje znanje uporabil pri razvozlavanju hieroglifov na kamnu iz Rosette, na katerem je zapisano besedilo tudi v demotskem jeziku, predhodniku koptščine.